# Glenn Magnusson
Glenn Magnusson (Oskarshamn, 5 juli 1969) is een voormalig Zweeds wielrenner. Hij is de vader van Kim Magnusson, eveneens wielrenner.

## Belangrijkste overwinningen
1993
- Proloog Ronde van Zweden

1995
- Zweeds kampioen op de weg, Elite

1996
- 2e etappe Ronde van Italië
- 2e etappe Tour de l'Ain

1997
- 13e etappe Ronde van Italië
- 4e etappe Ronde van Zweden
- Ronde van Normandië

1998
- 9e etappe Ronde van Italië
- 4e etappe Ronde van Apulië
- Eindklassement Ronde van Apulië
- Tour du Lac Léman

## Resultaten in voornaamste wedstrijden
| Jaar | Ronde van Italië | Ronde van Frankrijk | Ronde van Spanje |
| ---- | ---------------- | ------------------- | ---------------- |
| 1996 | opgave (1)       |                     |                  |
| 1997 | 85e (1)          |                     |                  |
| 1998 | opgave (1)       |                     |                  |
| 1999 |                  |                     | 91e              |
| 2000 |                  | 91e                 | opgave           |
| 2001 |                  |                     | opgave           |

| Jaar | Milaan-San Remo | Gent-Wevelgem | Ronde van Vlaanderen |  | WK op de weg |
| ---- | --------------- | ------------- | -------------------- |  | ------------ |
| 1996 |                 |               |                      |  |              |
| 1997 |                 |               |                      |  | 9e           |
| 1998 |                 |               |                      |  |              |
| 1999 | 130e            | 99e           | 73e                  |  | 33e          |
| 2000 | 134e            | 30e           | 68e                  |  |              |
| 2001 |                 |               |                      |  |              |

Wielerploegen van Glenn Magnusson
Andreu ·
Armstrong ·
Casey ·
Dean ·
Deramé · 
George ·
Hamilton · 
Hincapie ·
Høj ·
Jekimov · 
Jemison · 
Joachim ·
Livingston ·
Magnusson ·
Meinert-Nielsen · 
Vande Velde ·
Vaughters
Bruylandts (tot 31/03) ·
Capiot (tot 30/04) ·
Ivanov ·
Kleynen ·
Klier ·
Knaven ·  
Koerts ·
Lafis ·
Löwik ·
Magnusson ·
McEwen ·
Michajlov ·
Moerenhout ·
Ronellenfitsch ·
Schmitz ·
Spinelli ·
Van Bondt ·
van der Ven ·
van Kessel ·
Van Petegem ·
van Steen ·
Vansevenant · 
Vries ·
de Jong (stagiair) ·
Ruyloft (stagiair) ·
Van Der Auwera (stagiair)
Bruylandts · Cassani · Cretskens · De Clercq · De Wolf · Hoste · Kasjetsjkin · Kleynen · Knaven · Konečný · Magnusson · McEwen · Merckx · Milesi · Moerenhout · Museeuw · Orvalho · Peeters · Rodriguez · Tankink · Vainšteins  · van Heeswijk · Vanthourenhout · Vereecke · Virenque · Wadecki · Moeravjov (stagiair) · Steegmans (stagiair)